# Indiens Billie Jean King Cup-lag
 Indiens Billie Jean King Cup-lag representerar Indien i tennisturneringen Billie Jean King Cup, och kontrolleras av Indiens tennisförbund. 

## Historik
Indien deltog första gången 1977.